# Cozma
Cozma – wieś w Rumunii, w okręgu Marusza, w gminie Cozma. W 2011 roku liczyła 403 mieszkańców.